# Chinchilla (Pensilvania)
Chinchilla es un lugar designado por el censo ubicado en el condado de Lackawanna en el estado estadounidense de Pensilvania. En el año 2010 tenía una población de 2.098 habitantes y una densidad poblacional de 313,1 personas por km².

## Geografía
Chinchilla se encuentra ubicado en las coordenadas 41°29′8″N 75°40′11″O / 41.48556, -75.66972. Según la Oficina del Censo de los Estados Unidos, Chinchilla tiene una superficie total de 2,52 mi² (6,5 km²), de la cual 2,5 mi² (6,5 km²) corresponden a tierra firme y 0,08 mi² (0,2 km²) es agua.